# Списак ликова из Господара свемира

Ово је водич кроз ликове из франшизе Господари свемира. Сврстани су по годинама када су се први пут појавиле њихове фигуре, ако постоје.

## Херојски ратници

### 1981–1982.
- Хи-Мен, најмоћнији човек у свемиру, други идентитет принца Адама.
- Данкан, Тилин очух, познатији као Мен-Ет-Армс. Дизајнира и прави оружја и друге технологије за краља. Данкан зна за Адамов тајни идентитет и служи младом принцу као ментор и учитељ.
- Тила, заповедник краљевске гарде. Често помаже Хи-Мену у његовим борбама. Тила је кћерка Чаробнице, мада то не зна; Мен-Ет-Армс ју је на молбу Чаробнице одгајао од детињства. Једна од Тилиних дужности је да подучава принца Адама борбеним вештинама. Често га грди због његовог немарног и безбрижног понашања, али јој је ипак драг.
- Стратос, човеколико биће које лети и пројицира енергију. Живи у краљевству Авион као вођа људи птица.
- Зодак, космички спроводилац, обично у савезу са позитивцима, али и неутралан када је највише потребан обема странама. Првобитно је био означен као Зли ратник, а разни су га медији интерпретирали на изразито различите начине.
- Бетлкет, Хи-Менов верни мачак, оклопљени тигар који га носи у борбу. Када је Хи-Мен у облику принца Адама, Бетлкет је кукавички Кринџер, који бежи од готово свега.

### 1983.
- Мен-И-Фејсиз је глумац који може да мења своје лице у људско, зверско, и роботско. Такође преузима способности и карактеристике лица које поприми.
- Рем-Мен је отпоран и неречит ратник који углавном обара своје препреке. У оригиналној серији из 1983, Рем-Мен је прилично низак и личи на патуљка, док је у серији из 2002. гломазан са несразмерно малом главом. Такође се боји мрака.
- Зоар, борбени соко, у раним причама се јавља не као други облик Чаробнице, већ као засебан лик.

### 1984.
- Орко је чаробњак са Троле, света који се налази у паралелној димензији. Оркове чаробне моћи се мењају на основу његове локације — на Етернији су му моћи слабе, па му чаролије често полазе наопако, са забавним последицама. Ипак, у својој отаџбини, Орко је вешт чаробњак. Креће се лебдењем, и често изазива смех. Лице му је скривено иза меког шешира и дебелог шала; легенда каже да се оно показује само правој љубави.
- Баз-Оф је човек пчела. Припадници његове врсте се зову андриниди у верзији из 2002.
- Меканек може значајно да издужи свој врат, што му омогућава да се бави извиђањем. Мен-Ет-Армс му је дао протетички врат на растезање.
- Фисто је изузетно снажан ратник са повећаном металном десном руком. У серији из 2002, Фисто је Мен-Ет-Армсов брат.

### 1985.
- Сај-Клон је биће које може да ствара ветрове тако што ротира своје тело или своје руке.
- Робото је ратник робот. У верзији из 2002, Робото је Мен-Ет-Армсова творевина, робот шахиста који је сам себе надоградио у борца.
- Мос Мен је биљни човек који може да оживљава мртве биљке и да манипулише биљном материјом, углавном маховином. У серији из 2002, Мос Мен је тих, пасторалан и помало легендаран лик, који живи у шумама Етерније.

### 1986.
- Снаут Спаут је Етернијанац који има слоновску главу, па може да штрца воду из своје сурле. Појављује се у анимираној серији о Ши-Ри, те као етернијски ратник у неким од стрипова о Хи-Мену.
- Екстендар је механизовано биће које може да продужава делове свога тела.
- Рио Бласт је етернијски „револвераш“, чије је тело пуно скривеног оружја.
- Рокон и Стоундар су камена бића која се претварају у стене ради одбране. Појављују се у неколико стрипова о Хи-Мену, као и у једној епизоди анимиране серије о Ши-Ри.

### 1987.
- Клемп Чемп је краљевски стражар који је наоружан огромном стезаљком.
- Ротар има само једну ногу, на којој може да се окреће као точак око своје осовине. Мен-Ет-Армс га је спасао на овај начин када је Ротар био рањен у једном од Скелеторових напада. Пре тога, Ротар је радио као стражар у краљевској палати Етерније.
- Гвилдор је патуљасти Тенурац, изумитељ космичког кључа. Први пут се појавио у филму Господари свемира.
- Чаробница је тајанствени чувар замка Грејскала. Дала је принцу Адаму моћ да постаје Хи-Мен. У оригиналној анимираној серији, Чаробница није у стању да напушта замак на дуже време, јер се у противном претвара у сокола Зоара. У серији из 2002, Чаробница може да одржава свој људски облик и ван замка, што показује када уз помоћ магије брани једно село које је напао зли војсковођа. Тила је кћерка Чаробнице, чију ће улогу наследити, мада Тила на почетку то не зна.
- Краљ Рандор је владар Етерније и Адамов отац.
- Хи-Ро је био најмоћнији чаробњак у свемиру, а живео је на Претернији. Постоје само слике прототипа његове фигуре.
- Елдор је био Хи-Ров ментор. Постоје само слике прототипа његове фигуре.
- Тајтус је био херојски војсковођа, див са дугом плавом косом. Помагао је Хи-Роу на Претернији.